# Vitomir Lukić
Vitomir Lukić  (Zelenika, 24. rujna 1929. – Sarajevo, 30. svibnja 1991.) bio je hrvatski književnik.

## Životopis
Pučku školu završio je u Donjem Vakufu, prvi razred Srednje tehničke škole u Banjoj Luci, a gimnaziju u Slavonskom Brodu 1952. godine. Studirao je jugoslavenske književnosti i hrvatsko-srpski jezik na Filozofskom fakultetu u Sarajevu. Nakon studija 1959. godine radio kao profesor u srednjim školama u Konjicu, rodnom mjestu svoga oca, i u Sarajevu. 
Godine 1965. tiskana je Lukićeva prva zbirka pripovjedaka "Soba za prolaznike" koja otkriva već zrelog pisca. Te godine odlazi u Indiju, gdje je u svojstvu lektora predavao jugoslavenske književnosti na Sveučilištu u New Delhiu.  Istovremeno je bio i dopisnik lista Oslobođenje za koji je svakog tjedna slao putopisne reportaže iz Indije.
Po povratku u Sarajevo, radio u Učiteljskoj školi, a zatim na Radio-televiziji Sarajevo, kao urednik u obrazovnom programu. 
Prvi roman "Album" tiskan je 1968. Ovaj roman preveo je Todor Čalovski na makedonski jezik 1981. godine. U anketi lista BH Dani objavljenoj rujna 1999. roman "Album" uvršten je među deset najboljih bosanskohercegovačkih romana 20. stoljeća.
Inicijator je i jedan od sedmorice hrvatskih književnika potpisnika "Sarajevske deklaracije o hrvatskom jeziku" od 28. siječnja 1971. godine. Bio je potpredsjednik HDZ BiH i ministar vjera u prvoj vladi Bosne i Hercegovine nakon prvih demokratskih izbora 1990. Umro je u Sarajevu, 1991. godine u šezdeset i drugoj godini života.
Iza Lukića ostala je bogata književna ostavština koja svjedoči o vrsnom intelektualcu svoga vremena. U mostarskoj su tiskari godine 1992., za vrijeme srpskoga i JNA topničkoga udara na grad, uništena sabrana djela Vitomira Lukića u deset svezaka, koju je priredio Mile Pešorda.

## Djela
- Soba za prolaznike (1965.)
- Album (roman, 1968.)
- Praznik stvari (pjesme, 1969.)
- Zaustavljeni kalendar (pripovijetke i druge proze, 1970.)
- Životinje, ljudi (pripovijetke i druge proze, 1973.),
- Sanovnik nasmijane duše (proza, 1976.)
- Seansa (pripovijetke, 1981.)
- Noćni ekspres (izbor, 1984./1985.)
- Hodnici svijetlog praha (roman, 1989.)
- Odlazak starog rezbara (pripovijetke i druge proze, 2005.)

## Književna zaostavština u rukopisima
- Djetinjstvo u Donjem Vakufu (roman)
- Samsara - točak vremena (putopisi iz Indije)
- Eseji
- Književne kritike i prikazi
- Eseji iz likovne umjetnosti

## Nagrade
- Nagrada izdavača "Svjetlost" za roman Album 1968.
- Nagrada Udruženja književnika BiH za knjigu pripovjedaka i drugih proza Životinje, ljudi 1973.
- Nagrada izdavača Veselin Masleša Sarajevo za knjigu pripovjedaka Seansa (1982.)

## Vanjske poveznice
- Herceg-Bosna.org Vitomir Lukić
- Odlazak starog rezbara Vitomira Lukića   Arhivirana inačica izvorne stranice od 9. rujna 2005. (Wayback Machine)
- Pjesme  Arhivirana inačica izvorne stranice od 10. studenoga 2004. (Wayback Machine)